# Merlet ruderal
El merlet ruderal (Pyrgus armoricanus) és una espècie de lepidòpter papilionoïdeu de la família dels hespèrids (Hesperiidae) present als Països Catalans.

## Distribució
Present a gran part d'Europa, des de la península Ibèrica, sud de la península Itàlica i sud de Grècia fins al sud de Dinamarca a les illes de Selàndia i Bornholm, extrem sud de Suècia al sud d'Escània i sud-oest de la Rússia europea. També present al nord d'Àfrica, al Marroc i Algèria, així com a l'Àsia temperada des de Turquia fins a l'Iran i el sud dels Urals. Absent de les principals illes mediterrànies, excepte Còrsega, Sardenya, Sicília, Citera i Creta, mentre que a les illes Britàniques és completament absent. A la península Ibèrica es troba ben repartit per la meitat nord, mentre que a la meitat sud és molt més escassa, tot i que això podria ser degut a un mostreig insuficient. A Catalunya es troba sobretot a les franges litoral i pre-litoral, tot i que la dificultat d'identificació de l'espècie respecte d'altres membres del gènere Pyrgus fa que el coneixement de la seva distribució sigui incomplet i probablement estigui subestimat.

## Descripció
Envergadura alar d'entre 22 i 27 mm. Lleuger dimorfisme sexual en presentar el mascle un plec costal a l'ala anterior i un pinzell de pèls a la tíbia de la pota posterior. Anvers de l'ala anterior amb el fons bru fosc amb una extensa escamació grisa en el cas dels mascles i marró grogosa en el de les femelles i diverses petites taques blanques, sobretot a la meitat exterior. Anvers de l'ala posterior també de color bru fosc amb dues franges de taques blanquinoses difuses, menys evidents que les de l'ala anterior. Ambdues ales tenen les fímbries escaquejades. Revers de l'ala anterior similar a l'anvers, però més clara. Revers de l'ala posterior amb el fons bru grisós o palla, les venes clares i diverses taques blanques, algunes d'elles vorejades de negre. La presència d'una taca blanca a la zona postdiscal del revers de l'ala posterior (espai E4–E5) amb el marge interior recte o poc còncau i en forma de C per la part exterior és característica de l'espècie i la permet distingir del merlet dels erms (Pyrgus onopordi), el membre del gènere Pyrgus més semblant.

## Hàbitat
Llocs oberts i assolellats, com ara prats, pastures, erms, vores de camins i pistes, clarianes, matollars i barrancs. Rang altitudinal des dels 50 m fins als 1800 m. L'eruga s'alimenta de diverses rosàcies de caràcter herbaci, sobretot del gènere Potentilla, com ara P. neumanniana, P. reptans o P. arenaria, així com d'altres, com ara Fragaria vesca, mentre que a la península Ibèrica també s'ha registrat Filipendula vulgaris.

## Període de vol i hibernació
Generalment vola en dues generacions, la primera al maig i juny i la segona entre juliol i finals d'agost, tot i que al nord de la seva distribució vola en una única generació a finals de juny i juliol. A Catalunya s'han reportat tres generacions, la primera a l'abril i maig, la segona entre juliol i agost, i la tercera al setembre i octubre. Hiverna com a eruga.

## Comportament i particularitats biològiques
Els mascles poden ser territorials o patrulladors. Les femelles ponen els ous individualment al revers de les seves plantes nutrícies.

## Espècies ibèriques similars
- Merlet major (Pyrgus alveus)
- Merlet boreal (Pyrgus andromedae)
- Merlet major bessó (Pyrgus bellieri)
- Merlet alpí (Pyrgus cacaliae)
- Merlet reial (Pyrgus carthami)
- Pyrgus cinarae
- Merlet rogenc (Pyrgus cirsii)
- Merlet comú (Pyrgus malvoides)
- Merlet dels erms (Pyrgus onopordi)
- Merlet olivaci (Pyrgus serratulae)
- Pyrgus sidae

## Galeria

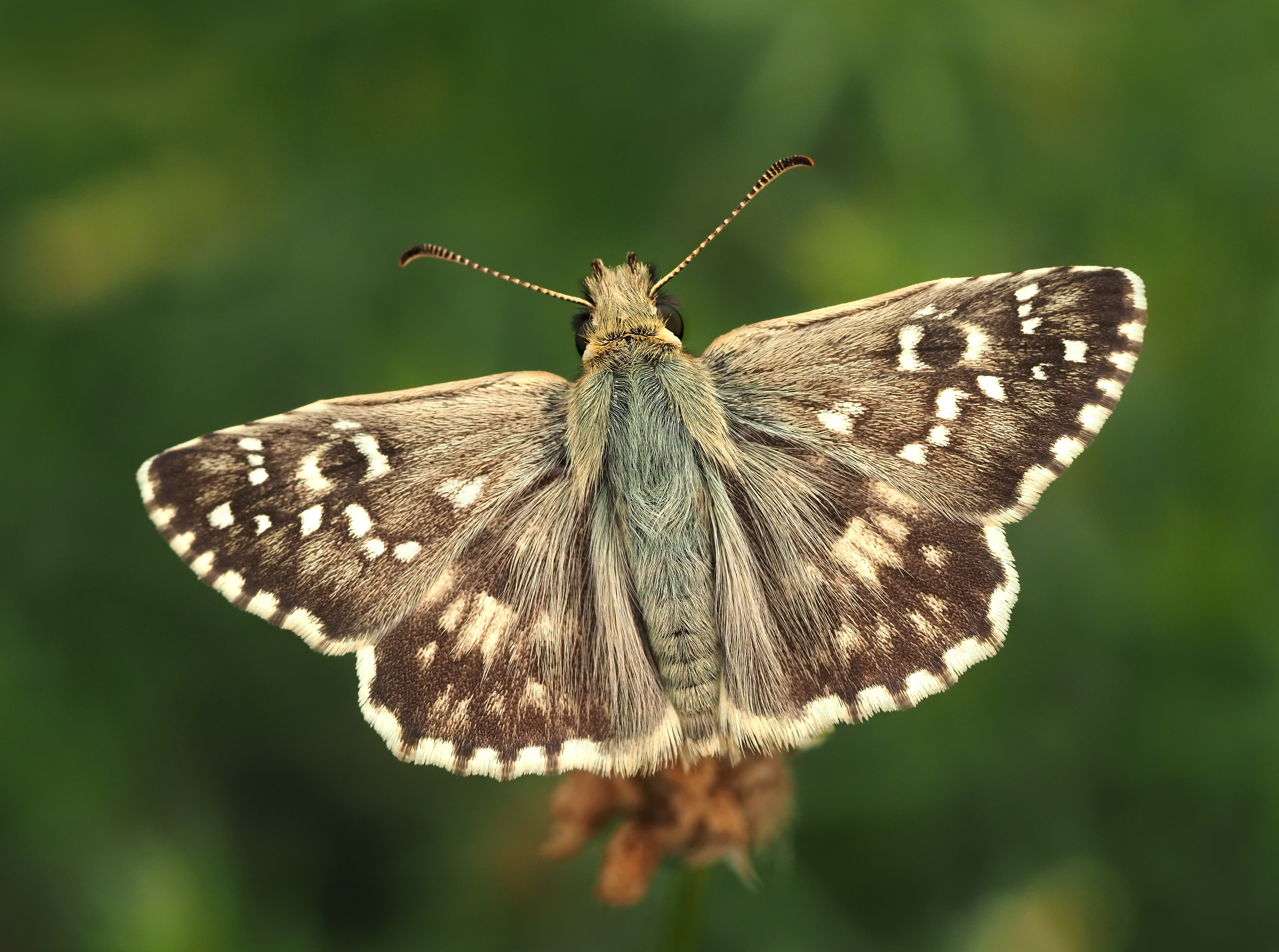
Anvers d'un adult
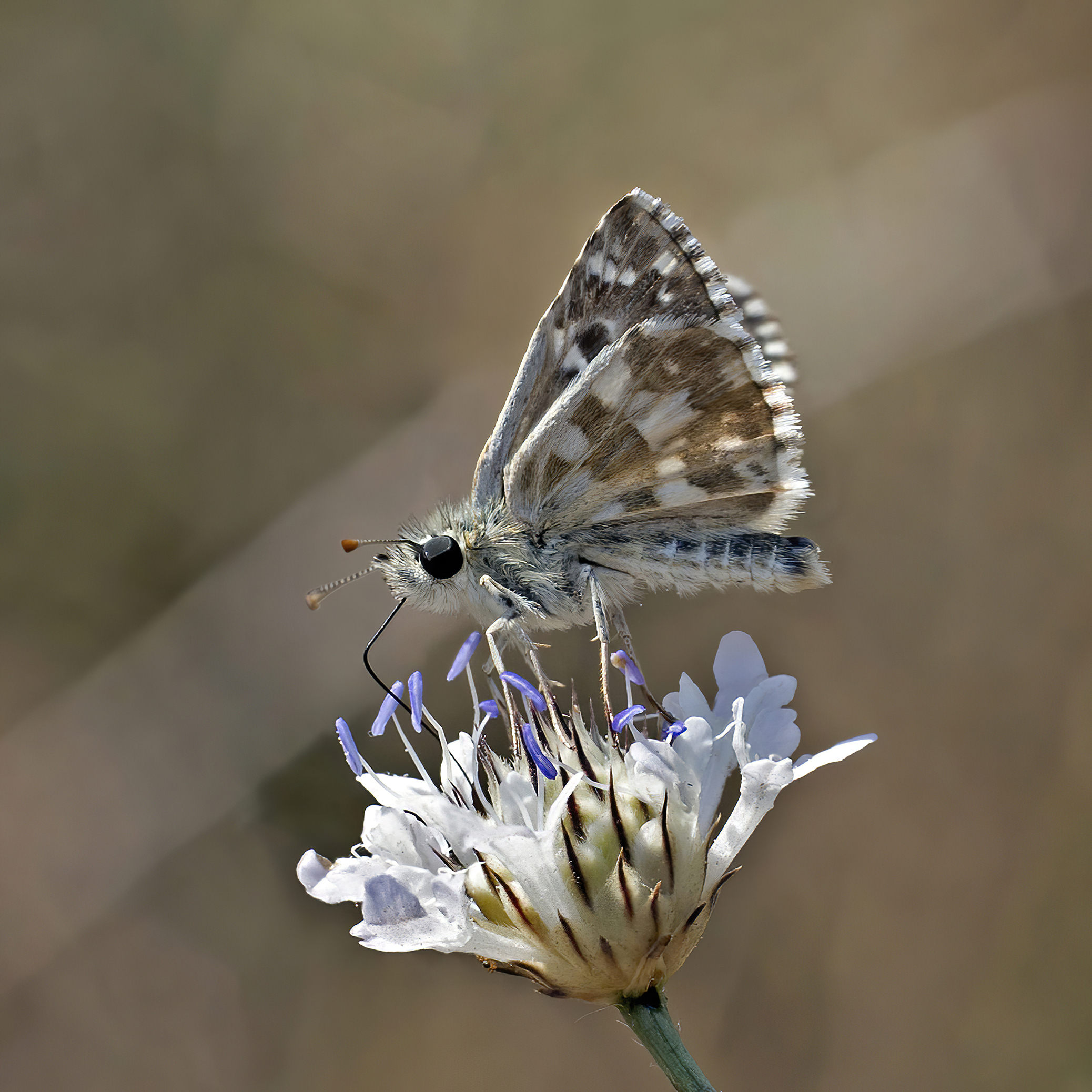
Revers d'un adult